# Histampica cythera
Histampica cythera är en ormstjärneart som först beskrevs av A.H. Clark 1949.  Histampica cythera ingår i släktet Histampica och familjen bandormstjärnor. Inga underarter finns listade i Catalogue of Life.